# Rychlobruslení na Zimních olympijských hrách 1948
Závody v rychlobruslení se na Zimních olympijských hrách 1948 ve Svatém Mořici uskutečnily ve dnech 31. ledna – 3. února 1948 na otevřené dráze Eisstadion Badrutts Park.

## Přehled
Ve Svatém Mořici byly na programu čtyři závody pro muže, startovalo se na tratích 500 m, 1500 m, 5000 m a 10 000 m.

## Medailové pořadí zemí
| Pořadí  | Země                         | Zlato | Stříbro | Bronz | Celkově |
| ------- | ---------------------------- | ----- | ------- | ----- | ------- |
| 1.      | Norsko (NOR)                 | 3     | 2       | 1     | 6       |
| 2.      | Švédsko (SWE)                | 1     | 1       | 1     | 3       |
| 3.      | Spojené státy americké (USA) | 0     | 2       | 0     | 2       |
| 4.      | Finsko (FIN)                 | 0     | 1       | 1     | 2       |
| Celkově | Celkově                      | 4     | 6       | 3     | 13      |

## Muži

### 500 m
| Pořadí           | Jméno               | Země                   | Čas       | Ztráta |
| ---------------- | ------------------- | ---------------------- | --------- | ------ |
| Zlatá medaile    | Finn Helgesen       | Norsko                 | 43,1 (OR) | 0,0    |
| Stříbrná medaile | Thomas Byberg       | Norsko                 | 43,2      | +0,1   |
| Stříbrná medaile | Kenneth Bartholomew | Spojené státy americké | 43,2      | +0,1   |
| Stříbrná medaile | Robert Fitzgerald   | Spojené státy americké | 43,2      | +0,1   |
| 5.               | Ken Henry           | Spojené státy americké | 43,3      | +0,2   |
| 6.               | Del Lamb            | Spojené státy americké | 43,6      | +0,5   |
| 6.               | Torodd Hauer        | Norsko                 | 43,6      | +0,5   |
| 6.               | Sverre Farstad      | Norsko                 | 43,6      | +0,5   |
| 6.               | Frank Stack         | Kanada                 | 43,6      | +0,5   |
| 10.              | Mats Bolmstedt      | Švédsko                | 43,7      | +0,6   |
|                  |                     |                        |           |        |
| 26.              | Vladimír Kolář      | Československo         | 46,1      | +3,0   |

### 1500 m
| Pořadí           | Jméno           | Země                   | Čas         | Ztráta |
| ---------------- | --------------- | ---------------------- | ----------- | ------ |
| Zlatá medaile    | Sverre Farstad  | Norsko                 | 2:17,6 (OR) | 0,0    |
| Stříbrná medaile | Åke Seyffarth   | Švédsko                | 2:18,1      | +0,5   |
| Bronzová medaile | Odd Lundberg    | Norsko                 | 2:18,9      | +1,3   |
| 4.               | Lassi Parkkinen | Finsko                 | 2:19,6      | +2,0   |
| 5.               | Harry Jansson   | Švédsko                | 2:20,0      | +2,4   |
| 6.               | Johnny Werket   | Spojené státy americké | 2:20,2      | +2,6   |
| 7.               | Kalevi Laitinen | Finsko                 | 2:20,3      | +2,7   |
| 8.               | Göthe Hedlund   | Švédsko                | 2:20,7      | +3,1   |
| 9.               | Kees Broekman   | Nizozemsko             | 2:21,0      | +3,4   |
| 10.              | Gunnar Konsmo   | Norsko                 | 2:21,2      | +3,6   |
| 10.              | Iván Ruttkay    | Maďarsko               | 2:21,2      | +3,6   |
|                  |                 |                        |             |        |
| 26.              | Vladimír Kolář  | Československo         | 2:25,6      | +8,0   |

### 5000 m
| Pořadí           | Jméno           | Země           | Čas    | Ztráta |
| ---------------- | --------------- | -------------- | ------ | ------ |
| Zlatá medaile    | Reidar Liaklev  | Norsko         | 8:29,4 | 0,0    |
| Stříbrná medaile | Odd Lundberg    | Norsko         | 8:32,7 | +3,3   |
| Bronzová medaile | Göthe Hedlund   | Švédsko        | 8:34,8 | +5,4   |
| 4.               | Harry Jansson   | Švédsko        | 8:34,9 | +5,5   |
| 5.               | Jan Langedijk   | Nizozemsko     | 8:36,2 | +6,8   |
| 6.               | Kees Broekman   | Nizozemsko     | 8:37,3 | +7,9   |
| 7.               | Åke Seyffarth   | Švédsko        | 8:37,9 | +8,5   |
| 8.               | Pentti Lammio   | Finsko         | 8:40,7 | +11,3  |
| 9.               | Lassi Parkkinen | Finsko         | 8:45,0 | +15,6  |
| 10.              | Kornél Pajor    | Maďarsko       | 8:45,2 | +15,8  |
|                  |                 |                |        |        |
| 22.              | Vladimír Kolář  | Československo | 8:58,9 | +29,5  |

### 10 000 m
| Pořadí           | Jméno            | Země           | Čas     | Ztráta |
| ---------------- | ---------------- | -------------- | ------- | ------ |
| Zlatá medaile    | Åke Seyffarth    | Švédsko        | 17:26,3 | 0,0    |
| Stříbrná medaile | Lassi Parkkinen  | Finsko         | 17:36,0 | +9,7   |
| Bronzová medaile | Pentti Lammio    | Finsko         | 17:42,7 | +16,4  |
| 4.               | Kornél Pajor     | Maďarsko       | 17:45,6 | +19,3  |
| 5.               | Kees Broekman    | Nizozemsko     | 17:54,7 | +28,4  |
| 6.               | Jan Langedijk    | Nizozemsko     | 17:55,3 | +29,0  |
| 7.               | Odd Lundberg     | Norsko         | 18:05,8 | +39,5  |
| 8.               | Harry Jansson    | Švédsko        | 18:08,0 | +41,7  |
| 9.               | Rune Hammarström | Švédsko        | 18:39,6 | +73,3  |
| 10.              | Max Stiepl       | Rakousko       | 19:25,5 | +119,2 |
|                  |                  |                |         |        |
| 27.              | Vladimír Kolář   | Československo | DSQ     |        |

## Program
| Den   | Datum          | Závod         |
| ----- | -------------- | ------------- |
| den 2 | 31. ledna 1948 | 500 m muži    |
| den 3 | 1. února 1948  | 5000 m muži   |
| den 4 | 2. února 1948  | 1500 m muži   |
| den 5 | 3. února 1948  | 10 000 m muži |

## Zúčastněné země
- Belgie (1)
- Československo (1)
- Dánsko (1)
- Finsko (5)
- Itálie (4)
- Jižní Korea (3)
- Kanada (4)
- Maďarsko (5)
- Nizozemsko (4)
- Norsko (12)
- Rakousko (3)
- Spojené státy americké (9)
- Švédsko (6)
- Švýcarsko (5)
- Velká Británie (5)

### Československá výprava
Československou výpravu tvořil jeden muž:
- Vladimír Kolář – 500 m (26. místo), 1500 m (26. místo), 5000 m (22. místo), 10 000 m (diskvalifikován)